# Stefano Gandin
Stefano Gandin (Vittorio Veneto, 28 marzo 1996) è un ex ciclista su strada italiano, 
professionista dal 2022 al 2023.

## Palmarès
- 2019 (Delio Gallina-Colosio-Eurofeed, una vittoria)

4ª tappa Tour du Maroc (al-Hoseyma > Nador)
- 2020 (Zalf-Euromobil-Désirée-Fior, una vittoria)

Giro delle due Province-Marciana di Cascina
- 2021 (Zalf-Euromobil-Désirée-Fior, due vittorie)

Trofeo GS Gavardo
Gran Premio Lari Città della Ciliegia
- 2022 (Team Corratec, tre vittorie)

3ª tappa, 2ª semitappa Sibiu Cycling Tour (Sibiu > Sibiu)
1ª tappa Vuelta a Venezuela (Puerto Ordaz > Puerto Ordaz)
8ª tappa Vuelta a Venezuela (La Guaira > La Guaira)

### Altri successi
- 2022 (Team Corratec)

Classifica scalatori Giro di Sicilia

## Piazzamenti

### Grandi Giri
- Giro d'Italia

2023: non partito (11ª tappa)

## Riconoscimenti
- Oscar TuttoBici Elite nel 2020[1]